# 宮近海斗
宮近 海斗（みやちか かいと、1997年9月22日 - ）は、日本のアイドル、俳優、歌手、タレント。男性アイドルグループ・Travis Japanのメンバーおよびリーダー。
東京都出身。STARTO ENTERTAINMENT所属。

## 来歴
幼稚園に通っていた頃からサッカーを習っていたが、小学3年生の時に突然母親からリズム感の無さを指摘され、ダンス教室に通うことになる。
最初は嫌々だったものの、徐々にサッカーよりも夢中になり、小学5年生の時にサッカーをやめ、ジャニーズ事務所のオーディションを受け、2010年10月30日に入所する。同期に中村海人、松倉海斗、佐藤勝利、目黒蓮、神宮寺勇太、原嘉孝、林蓮音がいる。
2012年2月、日生劇場で行われていた舞台『ABC座 星（スター）劇場』を共に観劇していた吉澤閑也・中村海人・阿部顕嵐・梶山朝日と初めてトラヴィス・ペインのレッスンを受ける。その後、トラヴィスによるオーディションを受け、ジャニーズJr.内ユニット・Travis Japanのメンバーに選ばれ、グループではセンターもつとめる。
2014年には同じくジャニーズJr.内ユニット・Sexy Boysのメンバーとして『ジャニーズ銀座 2014』にも出演した。
2022年10月28日、Travis Japanとしてジャニーズ事務所では初の配信シングル『JUST DANCE!』で全世界メジャーデビュー。
2024年9月22日、27歳の誕生日に個人のTikTokアカウントを開設。2025年4月1日には公式Xも開設した。

## 出演
グループでの出演はSexy Boys、Travis Japan#出演を参照。個人での出演のみ記載。

### テレビドラマ
- 激流〜私を憶えていますか？〜（2013年6月25日 - 8月14日、NHK総合） - 鯖島豊（中学生時代） 役
- お兄ちゃん、ガチャ （2015年1月11日 - 3月29日、日本テレビ系） - レイ 役[15]
- 99.9-刑事専門弁護士- 第9話[16]（2016年6月12日、TBSテレビ） - 山城良典 役
- トットちゃん! 第47話（2017年12月5日、テレビ朝日）[17]
- 花のち晴れ〜花男 Next Season〜 第1話・第2話（2018年4月17日・24日、TBSテレビ） - 小松原拓　役[18][19]
- 特捜9（2018年4月11日 - 6月13日、テレビ朝日） - 佐久間朗 役[20]
  - 特捜9 season2（2019年4月10日 - 6月26日、テレビ朝日） - 佐久間朗 役[21]
  - 特捜9 season3（2020年4月8日 - 7月22日、テレビ朝日） - 佐久間朗 役[22]
  - 特捜9 season4（2021年4月7日 - 6月30日、テレビ朝日） - 佐久間朗 役[23]
  - 特捜9 season6 第7話（2023年5月17日、テレビ朝日） - 佐久間朗 役[24]
  - 特捜9 season7 第8話（2024年5月22日、テレビ朝日） - 佐久間朗 役[25]
  - 特捜9 final season 第9話（2025年6月4日、テレビ朝日） - 佐久間朗 役[26]
- インフルエンス（2021年3月20日 - 4月17日、WOWOW） - 緒方歩 役[27]
- RISKY（2021年3月26日 - 5月7日、MBS） - 浅井光汰 役[28]
- お迎え渋谷くん（2024年4月2日 - 6月18日、関西テレビ・フジテレビ） - 大崎達也 役[29]
- ホンノウスイッチ（2025年1月11日 - 3月15日、テレビ朝日） - 主演・秋山聖 役（葵わかなとダブル主演）[30]
- 災（2025年4月6日 - 5月11日、WOWOW） - 菊池大貴 役[31]
- イグナイト -法の無法者- 第2話（2025年4月25日、TBS） - 西田颯斗 役[32]

### 配信ドラマ
- ハツコイスイッチ 後編（2025年3月9日、TELASA） - 秋山聖 役[33]

### バラエティ・情報番組
- ジャニーズJr.ランド（BSスカパー!）[34]
- ガムシャラ!（2014年4月12日[35] - 番組終了、テレビ朝日）
- ラヴィット!（2024年1月12日 - 3月29日、TBSテレビ） - 「ラヴィット!ファミリー」金曜担当[36]
- The Performance（2025年6月20日、テレビ朝日） - ナレーション[37]

### コンサート
- ガムシャラ J's Party !! Vol.1（2014年2月1日 - 2月2日、EXシアター六本木）[38]
- ガムシャラ J's Party !! Vol.3（2014年4月16日 - 4月17日、EXシアター六本木）[39]
- ガムシャラ J's Party !! Vol.9（2015年3月30日 - 4月2日、EXシアター六本木）[40]
- ガムシャラ! サマーステーション〔チーム覇〕（2015年7月23日・26日・29日・30日・8月12日・13日・15日・16日、EXシアター六本木）[41]

### 舞台
- Johnny's Dome Theatre 〜SUMMARY〜（2012年9月8日 - 9日、TOKYO DOME CITY HALL）[42]
- ABC座 2013 ジャニーズ伝説（2013年10月6日 - 28日、日生劇場）[43]
- ABC座 2014 ジャニーズ伝説（2014年5月9日 - 30日、日生劇場）[44]
- オールナイトニッポン50周年記念舞台「太陽のかわりに音楽を。」（2017年12月7日 - 17日、博品館劇場）[45][46]
- いまを生きる（2018年10月5日 - 24日、新国立劇場中劇場） - ニール・ペリー 役[47]

### ラジオ
- 宮近海斗のオールナイトニッポンR（2017年11月11日、ニッポン放送） - パーソナリティ[48]

### 映画
- 映画 少年たち（2019年3月29日、松竹） - 隼人 役[49][50]
- 災 劇場版（2026年公開予定、ビターズ・エンド） - 菊池大貴 役[51]

### CM
- めちゃコミック「ドラマ『RISKY〜復讐は罪の味〜』コラボCM」（2021年3月 - ）[52]